# Viktor Dem'janenko
Viktor Leonidovič Dem'janenko (in russo Виктор Леонидович Демьяненко?; Almaty, 26 agosto 1958) è un ex pugile kazako che ha gareggiato per l'Unione Sovietica.

## Palmarès

### Olimpiadi
- 1 medaglia:
  - 1 argento (Mosca 1980 nei pesi leggeri)

### Europei dilettanti
- 1 medaglia:
  - 1 oro (Colonia 1979 nei pesi leggeri)